# Portada/article setembre 28

## Escultura del Renaixement a la Corona d'Aragó
L'escultura del Renaixement a la Corona d'Aragó va lligada a la cultura humanista procedent de la península itàlica, encara que la repercussió inicial va ser escassa i, per tant, tardana l'acceptació del nou estil. Per això encara es van anar fent decoracions gòtiques a la mateixa època, fins ja entrat el segle xvi, que es va implantar amb fermesa en pujar al tron el rei Carles V.
Entre els artistes dels Països Catalans destacaren Damià Forment, Gil Morlanes el Vell, Jaume Amigó, Jeroni Xanxo, Pere Blai, Andreu Ramírez i Agustí Pujol (pare).